# Tanzwut
Tanzwut (en català "dansa de la ràbia") és una banda alemanya de metal industrial i folk metal formada pels músics de la banda de música medieval Corvus Corax.